# 皮 (姓)
皮（ひ）は、漢姓の一つ。

## 中国の姓
皮（ひ）は、中国の姓の一つ。《百家姓》の第85位。2020年の中華人民共和国の統計では人数順の上位100姓に入っておらず、台湾の2018年の統計では320番目に多い姓で、507人がいる。

### 起源
1. 樊姓に由来。卿士樊仲皮（卿士仲山甫の後裔）がその名を姓としたもの。
2. 罕姓に由来。鄭の大夫罕虎（字は子皮）の子孫で罕氏から分家した者が祖先の字を姓としたもの。

### 郡望
- 天水郡

### 著名な人物
- 皮豹子 - 北朝北魏の武将。
- 皮日休 - 唐の詩人。
- 皮定鈞（中国語版） - 中国人民解放軍の将軍、朝鮮戦争に参加。

## 朝鮮の姓
皮（ひ、ピ、朝: 피）は、朝鮮人の姓の一つである。
韓国の都市伝説ではもともと皮革を扱う白丁に由来する姓で、天・方・地・丑・馬・骨と共に賎民の姓だと言われる。

### 著名な人物
- 皮元亮（朝鮮語版） - 高麗の文臣。
- 皮子休（朝鮮語版） - 高麗・李氏朝鮮の文臣。
- 皮載吉（朝鮮語版） - 李氏朝鮮の医師。
- 皮秉俊（朝鮮語版） - 李氏朝鮮の議官。
- 皮性鎬 - 大韓帝国の軍人。
- 皮千得 - 韓国の随筆家。
- 皮守英（朝鮮語版） - 韓国の医学者。皮千得の子。
- 皮瑞英（朝鮮語版） - 韓国の物理学者。皮千得の娘。
- 皮宇鎮（朝鮮語版） - 韓国の女性軍人、元国家報勲処長。

### 氏族
本貫は30余本が文献に伝わるが、何本が現存するかは明らかではない。
皮氏の淵源に対しては史籍には記述がないが、『皮氏世譜』によれば周朝に樊仲皮という卿師がおり、功名がありその下の名から「皮」を取って姓にしたと記録されている。
高麗忠烈王の時元の金吾衛である皮謂宗が東国按廉使として、高麗に入って来て多年を経て帰化した。彼の息子寅善洪川郡に在住し、洪川君に封ざれることで洪川皮氏が生まれ、次男寅古が丹山君に封ざれることで丹陽皮氏が生まれた。
| 氏族（地域） | 創始者                                             | 人数（2015年） | 備考     |
| ------------ | -------------------------------------------------- | -------------- | -------- |
| 開山皮氏     |                                                    | 8              |          |
| 開城皮氏     |                                                    | 29             |          |
| 慶州皮氏     |                                                    | 111            |          |
| 高山皮氏     |                                                    | 106            |          |
| 公州皮氏     |                                                    | 138            |          |
| 槐山皮氏     | 中国の元朝で金紫光禄大夫と神慶衛大将を務めた皮慶延 | 2,569          |          |
| 帰山皮氏     |                                                    | 13             |          |
| 衿川皮氏     |                                                    | 22             |          |
| 丹陽皮氏     | 中国の元朝の金吾衛上将軍である皮謂宗               | 1,624          |          |
| 潭陽皮氏     |                                                    | 23             |          |
| 唐津皮氏     |                                                    | 104            |          |
| 茂朱皮氏     |                                                    | 13             |          |
| 山陽皮氏     |                                                    | 38             |          |
| 星州皮氏     |                                                    | 6              |          |
| 安山皮氏     |                                                    | 417            |          |
| 安三皮氏     |                                                    | 8              |          |
| 原州皮氏     |                                                    | 8              |          |
| 月城皮氏     |                                                    | 7              |          |
| 載寧皮氏     |                                                    | 24             | 재녕피씨 |
| 載寧皮氏     |                                                    | 99             | 재령피씨 |
| 載寧皮氏     |                                                    | 32             | 재영피씨 |
| 全州皮氏     |                                                    | 6              |          |
| 定州皮氏     |                                                    | 15             |          |
| 鎮川皮氏     |                                                    | 15             |          |
| 清州皮氏     |                                                    | 8              |          |
| 忠州皮氏     |                                                    | 149            |          |
| 皮山皮氏     |                                                    | 7              |          |
| 海州皮氏     |                                                    | 11             |          |
| 洪原皮氏     |                                                    | 8              |          |
| 洪州皮氏     |                                                    | 38             |          |
| 洪川皮氏     | 中国の元朝の金吾衛上将軍である皮謂宗               | 842            |          |
| 興州皮氏     |                                                    | 12             |          |

### 人口と割合
1930年度日本統治下の国勢調査当時全国に559世帯があったが、北朝鮮地域の100余世帯を除くと、京畿道、忠北、慶北の三地方に大部分が分布していた。
| 年度   | 人口    | 世帯数   | 順位         | 割合 |
| ------ | ------- | -------- | ------------ | ---- |
| 1960年 | 3,346人 |          | 258姓115位   |      |
| 1985年 | 5,440人 | 1339世帯 | 274姓中116位 |      |
| 2000年 | 6,303人 |          |              |      |
| 2015年 | 6,578人 |          | 286姓中120位 |      |